# Engelbrecht (Beamtenfamilie)

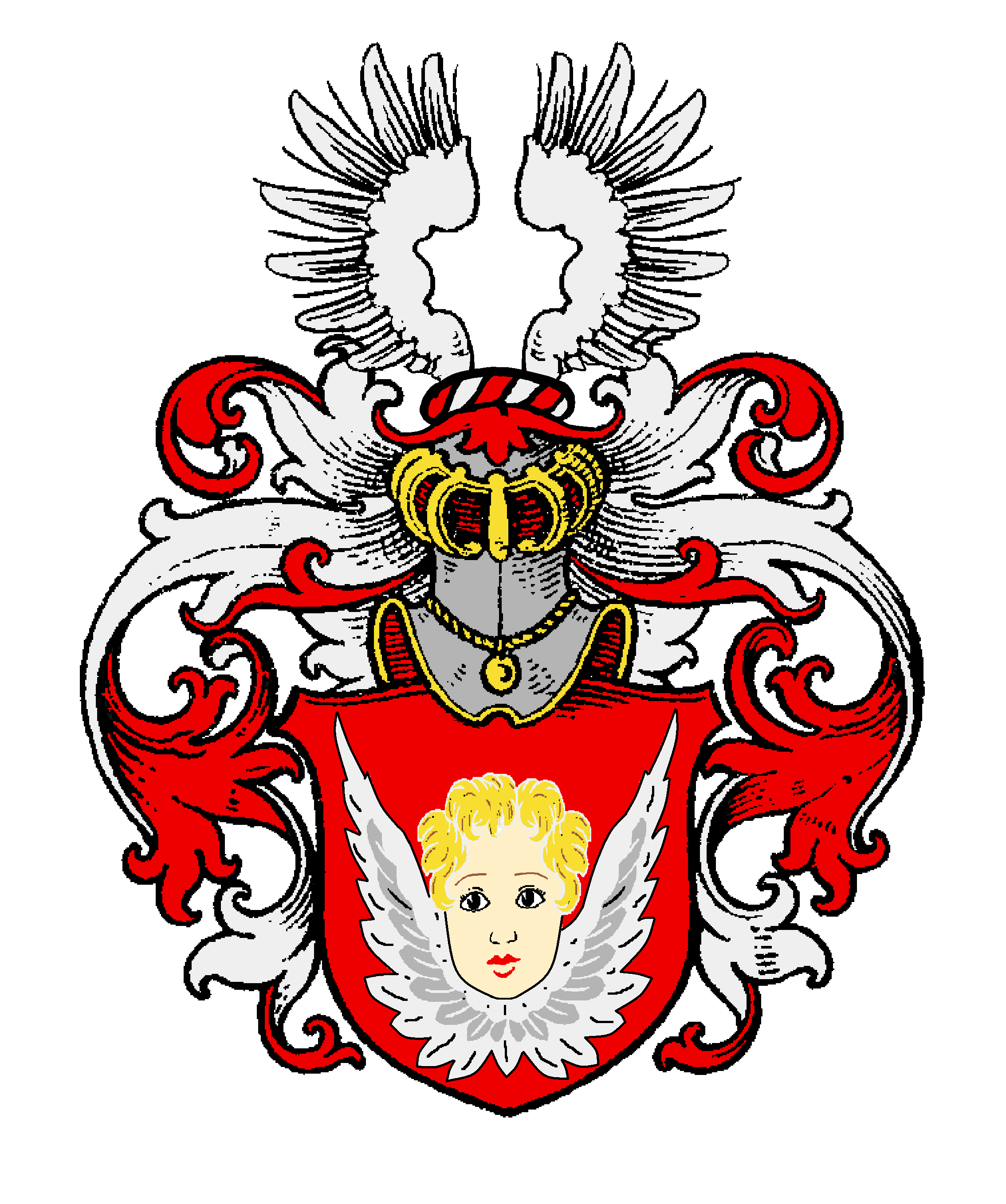
Stammwappen der Engelbrecht

Engelbrecht ist der Name einer ursprünglich thüringischen Familie, an die mehrfach Nobilitierungen ergangen sind, die sich später weit verzweigte und ausbreiten konnte sowie zu einigem Ansehen gelangte. Zweige der Familie bestehen bis heute fort.
Es besteht keine nachgewiesene Stammesverwandtschaft zu der ebenfalls u. a. als Engelbrechten nobilitierten gleichnamigen Familie, welche mit Wilken Engelbrecht, 1489–1502 Ratsherr in Greifswald, ihren nachgewiesenen Ursprung nimmt, ebenso wenig zu der Familie Engelbrecht, welche mit Marquard Engelbrecht, 1448 Bürger in Kolberg, ihre Stammreihe beginnt. Beide Familien existierten jedoch teilweise zeitgleich in Pommern, so dass eine Abgrenzung nicht durchgängig einfach ist. Auch zu einem älteren elsässischen Adelsgeschlecht Engelbrecht, welches wenigstens von 1260 bis 1495 urkundlich in Erscheinung trat, und dem aus dem Limburgischen stammenden Adelsgeschlecht Engelbrecht, welches vor allem in Aachen, Hamburg und Amsterdam bis ins 17. Jahrhundert blühte, besteht keine familiäre, wohl aber teilweise Wappenverwandtschaft.

## Geschichte
Die durchgängige und gesicherte Stammreihe der Familie Engelbrecht beginnt mit Hans Engelbrecht, 1442 Ratsherr in Nordhausen, und wird mit Peter Engelbrecht, 1483 Ratsherr in Stolberg im Harz und 1487–1492 Ratsmeister ebd, fortgesetzt. Mit dessen Enkeln teilte sich die Familie im 16. Jahrhundert die Hauptstämme Oschersleben, Ilsenburg und Wernigerode auf.
Julius Christian Otto Engelbrecht (* 1764) wanderte als Kaufmann nach Suriname aus und stiftete einen südamerikanischen Zweig, der noch gegenwärtig Bestand hat. Weitere bürgerliche Linien bestehen gegenwärtig in Australien und Deutschland fort.
Der preußische Oberst und Träger des Pour le Mérite Ludwig Philipp Engelbrecht (* 1758; † 1818) wurde seit 1793 in den Ranglisten mit dem Namen v. Engelbrecht geführt. Sein Enkel erhielt als Generalleutnant z.D. Karl von Engelbrecht (* 1846; † 1917) am 12. Dezember 1912 im Neuen Palais gnadenweise die preußische Berechtigung zur ferneren Führung des Adelsprädikats mit Diplom vom 3. Juni 1912.

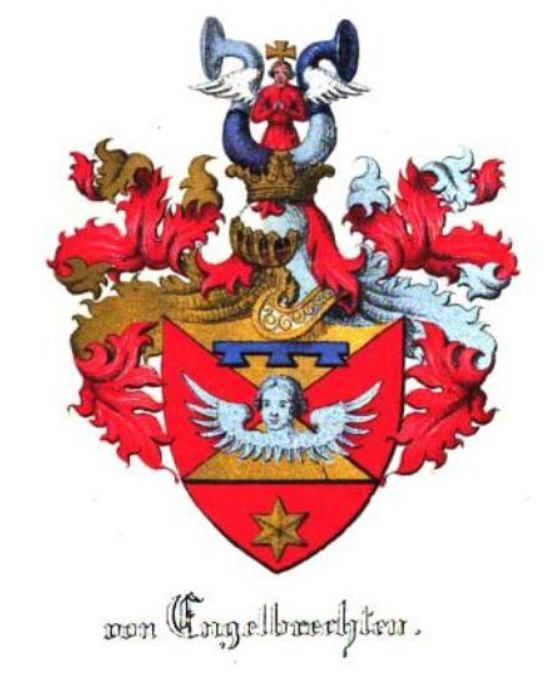
Wappen derer von Engelbrechten, 1852

Weiterhin gab es in Gronau einen um 1728 nobilitierten Zweig von Engelbrechten, der von dem Braunschweig-Lüneburgischen Geheimen Rat und Kanzler Arnold Engelbrechten (* 1582; † 1638) abstammt, der 1632 mit dem Engelbrechten’schen Hof als freier Sattelhof zu Gronau belehnt wurde, welcher 1973 an die Stadt verkauft wurde. Dessen Enkel Dr. jur. Georg Engelbrecht (* 1680; † 1735), kurhannoverscher Appellationsrat, erhielt in Wien am 2. Oktober 1727 eine kaiserliche Adelserneuerung als von Engelbrechten in der irrigen Annahme einer Abstammung aus dem alten elsässischen Adelsgeschlecht Engelbrecht. Die kurfürstliche Anerkennung der Nobilitierung erging am 15. Oktober 1728 in Hannover. Sein Bruder Gottlieb Engelbrecht (* 1689; † 1748), kurhannoverscher Appellationspronotarius, wurde bei Beigabe eines ähnlichen Wappens und identischen Namens zu gleichen Voraussetzungen am 10. November 1728 in Wien in den Reichsadelsstand gehoben und erhielt die kurfürstliche Anerkennung der kaiserlichen Adelserneuerung am 14. August 1736 ebenfalls in Hannover.
Zu des zuletzt genannten Deszendenten gehörten u. a. die preußischen Generals-Brüder Maximilian von Engelbrechten (1851–1911) und George von Engelbrechten (1855–1935). Ebenfalls zu dieser Linie gehörte der sächsische Leutnant im Grenadierregiment Nr. 101 Kurt von Engelbrechten (* 1885), welcher sich am 28. Januar 1909 in das sächsische Adelsbuch eintrug (Nr. 306), sowie der preußische Hauptmann und Kompaniechef im Infanterieregiment Nr. 75 und vormalige Leutnant bei der Schutztruppe in Kamerun, Arnold Engelbrechten (* 1883), welcher am 1. Juli 1910 mit Diplom vom 30. Oktober 1910 in Potsdam in den preußischen Adelstand gehoben wurde.
Die adligen Linien hatten wenigstens bis in die Mitte des 20. Jahrhunderts Bestand.

## Angehörige und Stammreihe
- Peter Engelbrecht, schwarzburgischer Amtsschösser zu Sondershausen
  - Peter Engelbrecht der Ältere († 1598), Hüttenfaktor in Ilsenburg
    - Peter Engelbrecht (1558–1618), deutscher Jurist und Chronist in Ilsenburg
    - Christoph Engelbrecht, Beamter der Herren von Veltheim in Harbke
      - Peter Engelbrecht (1624–1674), Pfarrer im Herzogtum Braunschweig
        - Johann Wolfgang Engelbrecht (1660–1731), brandenburgischer Amtmann in Reetz und Groß Silber
          - Daniel Christian Engelbrecht (1692–1745), preußischer Oberamtmann zu Stolpe
            - Otto Christoph Engelbrecht (1722–1778), preußischer Regimentsquartiermeister, braunschweigischer Konsistorialrat in Wolfenbüttel
              - August Otto Engelbrecht (1771–1833), braunschweigischer Oberamtmann
                - Otto Christian Engelbrecht (1799–1873), Amtsrat
                  - Otto Ludwig Engelbrecht (1850–1911), preußischer Gerichtspräsident in Meseritz

              - Otto Engelbrecht (1778–1822), braunschweigischer Amtmann
                - Theodor Engelbrecht (1813–1892), Arzt in Braunschweig, Universitätsprofessor für Physiologie und bedeutender Pomologe des 19. Jahrhunderts

            - Daniel Christian Engelbrecht (1722–1790), preußischer Oberamtmann zu Löwitz
              - Ludwig Philipp von Engelbrecht (1758–1818), preußischer Oberst, Ritter des Pour le Mérite
                - Eugen Engelbrecht (1806–1896), preußischer Major
                  - Karl von Engelbrecht (1846–1917), Flügeladjutant des Kaisers, preußischer Militärattaché in Rom und Generalleutnant

          - Julius Christoph Engelbrecht (1694–1784), preußischer Major
            - Heinrich Gottfried Engelbrecht (1745–1806), preußischer Oberst, Ritter des Pour le Mérite

  - Martin Wolfgang Engelbrecht (1532–1591), stolbergscher Bergfaktor, Bürgermeister in Wernigerode
    - Martin Engelbrecht (1580–1617), Amtmann in Harbke
      - Burchard Engelbrecht (* 1608), Amtmann zu Brunstein

    - Arnold Engelbrecht (1582–1638), Kanzler und geheimer Rat in Wolfenbüttel
      - Christian Wilhelm Johann Engelbrecht (1612–1675), Landrentmeister in Hannover, Bürgermeister von Einbeck
        - Arnhold Heinrich Engelbrecht (1646–1710), Hof- und Kanzleirat in Hameln
          - Georg Wilhelm Ludewig Engelbrecht (1683–1759), Amtmann in Mariensee

        - Heinrich Georg Engelbrecht (1656–1706), Prior in Loccum

      - Chilian Engelbrecht (1620–1680), Assessor Scabin. und Pfänner in Halle (Saale)
      - Julius Arnold Heinrich Engelbrecht (1635–1675), deutscher Hofrat
        - Johann Wilhelm Engelbrecht (1674–1729), deutscher Jurist und Hochschullehrer an der Universität Helmstedt

      - Georg Engelbrecht (1638–1705), deutscher Jurist, Hochschullehrer an der Universität Helmstedt und braunschweigisch-lüneburgischer Rat
        - Georg Engelbrecht (1680–1735), deutscher Jurist, Hochschullehrer an der Universität Helmstedt und Oberappellationsrat am Oberappellationsgericht Celle.
        - Gottlieb von Engelbrechten (1689–1748), kurhannoverscher Appellationspronotarius
          - Friedrich Maximilian Hans von Engelbrechten (1733–1811), Drost in Fallingbostel
            - Georg Ludwig Friedrich von Engelbrechten (1772–1852), hannoverscher Geheimer Justiz- und Konsistorialrat in Stade
              - Louis von Engelbrechten (1818–1893), hannoversch-preußischer Polizei- und Verwaltungsjurist
              - Karl von Engelbrechten (1821–1907), hannoverscher Oberstleutnant
                - Maximilian Friedrich Georg von Engelbrechten (1851–1911), preußischer Generalleutnant
                - George Louis von Engelbrechten (1855–1935), deutscher General der Infanterie
                  - Julius Karl Hermann von Engelbrechten (1900–1971), Nationalsozialist und Publizist

        - Christoph Johann Conrad Engelbrecht (1690–1724), deutscher Jurist und Hochschullehrer an der Universität Helmstedt

## Wappen
Das Stammwappen zeigt:
- in Silber einen schwarz geflügelten Engelskopf und auf dem Helm mit schwarz–silbernen Decken einen offenen schwarzen Flug.

alternativ:
- in Rot einen silber geflügelten Engelskopf und auf dem Helm mit rot–silbernen Decken einen offenen silbernen Flug.

Das Wappen (1727) ist geteilt; oben in Gold ein blaues Andreaskreuz, belegt mit einem geflügelten silbernen Engelskopf; unten in Rot ein goldener Stern; auf dem Helm mit rot–goldenen Decken ein wachsender betender Engel mit einem goldenen Kreuzchen auf dem Haupte zwischen zwei von Silber und Blau übereck geteilten Büffelhörnern.
Das Wappen (1728) ist geteilt; oben von Rot und Gold schräg geviert und mittig mit einem geflammten silbernen Engelhaupt belegt, überhöht von einem blauen Turnierkragen; unten in Rot ein goldener Stern; auf dem Helm mit rot–goldenen Decken ein wachsender betender Engel mit einem goldenen Kreuzchen auf dem Haupte zwischen zwei von Silber und Blau übereck geteilten Büffelhörnern.
Das Wappen (1911/1912) zeigt in Rot zwischen einem offenen silbernen Flug ein blondgelockten Engelskopf; auf dem Helm mit rot–silbernen Decken einen offenen Flug.